# Новоселівка (Березанська селищна громада)
Новосе́лівка — село в Україні, у Березанській селищній громаді Миколаївського району Миколаївської області. Населення становить 89 осіб.
Відстань до центру громади становить понад 14 км і проходить автошляхом місцевого значення та О150314.
Село розташоване на березі Сасицької затоки Березанського лиману. За декілька кілометрів від села проходить євромагістраль E58.

## Відомі люди
- Єрошенко Сергій Миколайович (1974—2014) — український військовик, старший сержант Збройних сил України, учасник російсько-української війни.